# Ctistae
Los ctistae eran un grupo o clase social de religiosos ascéticos entre los antiguos misios, un pueblo que habitó parte de la actual Turquía.

## Características
Estrabón, citando a Posidonio, describe a los ctistae como hombres célibes que vivían lejos de la sociedad y en plena dedicación a lo divino, aunque honrados por sus compatriotas. Les describe además como hombres "libres de todo miedo". Cumplían así mismo las legendarias restricciones gastronómicas de los misios, que según los cronistas griegos aborrecían devorar a otro ser vivo, ya fueran animales o plantas, y por ello sólo se alimentaban de productos inanimados como la leche y la miel.
El cronista advierte que los griegos a veces confundían a los misios con los getas y dacios. Ello ha ocasionado la teoría de que los ctistae podrían estar emparentados con los polistai dacios mencionados por Flavio Josefo en sus Antigüedades judías. El historiador Joseph Justus Scaliger conjeturó que eran de la misma rama, y que recibían el nombre de polistai o "ciudadanos" cuando formaban comunidades.